# Eptic
Eptic, pseudonimo di Michaël Bella (Waasmunster, 9 aprile 1993), è un disc jockey e produttore discografico belga.

## Biografia
È diventato popolare grazie al suo EP Like A Boss, uscito sulla Never Say Die Records nel 2012, che lo ha affermato nella scena Dubstep. L'EP è andato dritto alla quinta posizione nella classifica dubstep di Beatport ed è rimasto nella top 10 per ben sette settimane. Da allora Eptic ha collaborato con artisti come MUST DIE! ed Habstrakt, che hanno dato vita a singoli presenti sull'album Never Say Die, accanto a nomi come Skrillex, Flux Pavilion, Foreign Beggars e molti altri.
Dal 2015 ha cominciato a produrre numerosi singoli, come Get Down, prodotta con Jauz, On The Block, assieme ad Habstrakt, Bop It, in collaborazione con Zomboy, What Have You Done, Lazor3000, Eat My Dust e Shapeshift.
Nel gennaio 2018 ha raggiunto l'83ª posizione come new entry nella classifica Top101Producers del 2017 di 1001Tracklists.